# 姶良市 (小惑星)
姶良市（あいらし、16713 Airashi）は、小惑星帯に位置する小惑星の1つである。北海道の北見で円舘金と渡辺和郎によって発見された。名前は鹿児島県の姶良市にちなむ。